# Угода про асоціацію між Україною та Європейським Союзом
Угода про асоціацію України з ЄС (повна назва — Угода про асоціацію між Україною, з однієї сторони, та Європейським Союзом, Європейським Співтовариством з атомної енергії і їхніми державами-членами, з іншої сторони; англ. Association Agreement between the European Union and the European Atomic Energy Community and their member states, of the one part, and Ukraine, of the other part) — угода між Україною та Європейським Союзом про асоціацію, яка замінює Угоду про партнерство та співробітництво між Європейськими співтовариствами і Україною та дає змогу перейти від партнерства і співробітництва до політичної асоціації та економічної інтеграції.
Політичну частину угоди було підписано 21 березня 2014 року, економічну частину — 27 червня 2014 року.
Верховна Рада України та Європейський парламент синхронно, в режимі телемосту, ратифікували цю Угоду 16 вересня 2014 року; президент Порошенко одразу в Раді підписав закон про ратифікацію.
Угода мала вступити в силу з 1 листопада 2014 року. Чинна з 1 вересня 2017 року.

## Історія

### Підхід ЄС до угод про асоціацію
Зміст угоди ЄС із конкретною країною, з якою він будує відносини, має певні відмінності. Наприклад, зміст «Європейської угоди» між ЄС і Польщею, що містила конкретну перспективу приєднання до ЄС, багато в чому різниться з «Угодою про асоціацію» між ЄС і Чилі. Країни з менш розвиненими торговими інституціями та/або менш ліберальним торговим та економічним середовищем беруть на себе менш деталізовані зобов'язання зі сприяння торгівлі, тим часом як країни, чиї торгові інституції порівняно розвиненіші та/або вже вдалися до великих торговельних й економічних реформ, погоджуються на глибші умови. ЄС розуміє потребу в особливому ставленні до країн, що розвиваються. Тому запропоновані ЄС асиметричні угоди дозволяють відмінності в зобов'язаннях і довші перехідні періоди цим країнам, зокрема, щоб зобов'язання зі сприяння торгівлі не застосовувалися раніше, аніж країни, що розвиваються, будуть здатні їх упровадити.

### Законодавче забезпечення Угоди
Угода про асоціацію між Україною та ЄС готувалась відповідно до законодавчо закріплених пріоритетів зовнішньої політики України: Стратегії інтеграції України до ЄС (1998), Угоди про партнерство та співробітництво між Україною та Європейськими Співтовариствами та їхніми державами-членами (1994), інших документів, які разом визначали пріоритети європейського напрямку розвитку України та передбачали створення інституційних інструментів реалізації цих пріоритетів.
Стратегія інтеграції України до ЄС також базувалась на позиції та стратегії ЄС щодо України (1994, 1999), інших рішеннях Ради ЄС щодо України.
Стратегія інтеграції України до ЄС визначала основні пріоритети діяльності органів виконавчої влади щодо створення передумов набуття Україною повноправного членства в Європейському Союзі та входження України до європейського політичного (в тому числі у сфері зовнішньої політики і політики безпеки), інформаційного, економічного і правового простору. Отримання статусу асоційованого члена ЄС визначалось цією стратегією як головний зовнішньополітичний пріоритет України у середньостроковому вимірі.

### Переговорний процес
Впродовж 2007—2012 рр. було проведено 21 раунд переговорів щодо підготовки Угоди про асоціацію між Україною та ЄС у рамках 3 робочих груп:
1. з політичного діалогу, зовнішньої і безпекової політики;
2. з юстиції, свободи та безпеки;
3. з економічних, секторальних питань та питань розвитку людського потенціалу.

А також 18 раундів переговорів щодо створення зони вільної торгівлі. Після початку переговорів щодо якої була створена четверта відповідна робоча група.
Переговори щодо нового базового договору на заміну чинної Угоди про партнерство та співробітництво розпочато 2 березня 2007. Представники ЄС спочатку наполягали на укладанні стратегічних відносин з Україною як з країною-сусідом.
Назва майбутньої угоди — «Угода про асоціацію» була попередньо узгоджена міністрами закордонних справ Європейського Союзу 22 липня 2008 у Брюсселі на засіданні Ради Євросоюзу. Із пропозицією назвати майбутню угоду із Україною «угодою про асоціацію» виступила Франція.
Європейський Союз і Україна 9 вересня 2008, у Парижі під час Саміту Україна — ЄС прийняли компромісне рішення щодо назви нової посиленої угоди як Угоди про асоціацію і домовилися укласти її в 2009 році. Проте питання про можливе приєднання до ЄС сторони не порушували.
Як було відображено в Спільній заяві щодо Угоди про асоціацію Україна — ЄС, схваленій на саміті Україна — ЄС у Парижі 9 вересня 2008 року, Угода про асоціацію має:
- оновити спільні інституційні рамки співпраці України та ЄС;
- сприяти поглибленню стосунків у всіх сферах;
- посилити політичну асоціацію й економічну інтеграцію на основі взаємних прав та обов'язків.

Створення всебічної та поглибленої зони вільної торгівлі з масштабним наближенням регуляторного законодавства України до стандартів ЄС сприятиме поступовій інтеграції України до внутрішнього ринку ЄС.
24 листопада 2009 року набрав чинності «Порядок денний асоціації Україна — ЄС», на заміну Плану дій між Україною та ЄС (2005—2008, подовжений на один рік до 2009).
11 листопада 2011 року у Брюсселі відбувся завершальний двадцять перший раунд переговорів щодо укладення Угоди про асоціацію, у ході якого були узгоджені всі положення тексту Угоди.
19 грудня 2011 р., у Києві під час П'ятнадцятого Саміту Україна-ЄС лідери України та ЄС офіційно заявили про завершення переговорів щодо Угоди про асоціацію.
У лютому 2012 секретар РНБО України Андрій Клюєв повідомив, що триває технічна робота над угодою на рівні експертів Єврокомісії.
30 березня 2012 року у Брюсселі парафували Угоду про Асоціацію між Україною та Європейським Союзом, точніше всю її політичну частину (Асоціацію та першу і останню сторінки Зони вільної торгівлі). Саме парафування проходить у 2 етапи. Остаточне було 19 липня 2012 року — тоді Угода про Асоціацію була вся парафована. У грудні 2012 року повинен був бути проведений черговий саміт Україна — ЄС. Але очікування з цього приводу не виправдались, головним чином, з двох причин:
- недемократичне проведення виборів, що зазначила ОБСЄ як підсумок свого моніторингу виборчого процесу;
- очікування результатів виборів, після оголошення яких ситуація мала прояснитися.

Текст Угоди про Асоціацію англійською мовою було оприлюднено після схвалення пропозицій Європейської комісії Раді Європейського Союзу щодо підписання, схвалення та тимчасового застосування Угоди. Тепер текст Угоди та додатки до неї можна знайти в реєстрі документів Європарламенту. Текст угоди з додатками як один документ можна побачити тут  або тут . Загальний обсяг угоди майже 1000 сторінок .
Текст Угоди про Асоціацію Україна — ЄС українською мовою опублікований 20 червня 2013 на офіційному сайті Комітету з євроінтеграції ВРУ — . На початку серпня 2013 після перевірки Міністерством юстиції України текст був підкоригований у зв'язку зі вступом в ЄС Хорватії. .
Черговий, XVI Саміт відбувся 25 лютого 2013 року. На ньому Україна зобов'язалась вирішити наявні проблеми. Щодо підписання Угоди про асоціацію, то найоптимістичніші прогнози сходилися на кінці 2013 року, але все залежало від внутрішніх політичних процесів та ефективності виконання Україною встановлених у Порядку денному асоціації критеріїв для підписання зазначеної угоди, а також від діалогу України та ЄС. Позитивом стало помилування Юрія Луценка 7 квітня 2013 р., що дуже схвалили європейські високопосадовці, але вони таке очікували від української влади й стосовно Юлії Тимошенко, яку Міжнародний суд визнав не винною 30 квітня 2013 р. Її не звільнили і це могло завадити підписанню Угоди.
Для пришвидшення підписання Угоди діяли спеціальні комісії, наприклад спеціальна Моніторингова місія Європарламенту під керівництвом Пета Кокса та Олександра Квасневського зі спостереження за розглядом справи екс-прем'єр-міністра Ю. Тимошенко та екс-міністра внутрішніх справ Юрія Луценка. Ця Місія працює з червня 2012 року, продовжена до вересня 2013 року. Євросоюзом був поставлений ультиматум вирішити проблеми в Україні до 15 травня 2013 року, до часу перевірки, бо це могло вирішити долю Асоціації. 15 травня Єврокомісія схвалила проект рішення, отже тепер доля Угоди повністю в руках України .

### Зрив підписання
21 листопада 2013 року, за кілька днів до зустрічі у Вільнюсі, уряд «регіоналів» неочікувано вирішив призупинити процес підготовки до укладання Угоди про асоціацію між Україною та ЄС. Таке розпорядження було офіційно оприлюднено тогочасним прем'єр-міністром Азаровим. За словами європейського комісара з питань розширення та Європейської політики сусідства Штефана Фюле станом на 22 листопада 2013 р. Київ ще офіційно не поінформував Брюссель про рішення призупинити процес підготовки до підписання Угоди про асоціацію. Фахівці міжнародного рейтингового агентства Fitch Ratings зазначили, що оголошення урядом України про зупинку підготовки до підписання Угоди про асоціацію з ЄС приведе до зменшення кредитоспроможності держави (на листопад 2013 р. рейтинг України відповідає рівню «B-»), зважаючи на її обмежені можливості запозичень в іноземній валюті для рефінансування значних виплат за зовнішнім боргом в 2014—2015 роках за відсутності кредитів МВФ. 22 листопада 2013 р. ЄС відхилив пропозицію Кабміну про проведення переговорів у тристоронньому форматі ЄС-Україна-Росія як таку, що «не є виходом і не має прецедентів» у європейській практиці.
Рішення уряду України призупинити процес підготовки до укладання Угоди про асоціацію між Україною та ЄС викликало хвилю протестів в Україні. Станом на 22 листопада 2013 р. в багатьох містах України (Донецьку, Харкові, Києві, Львові та ін.) стали стихійно виникати «євромайдани», де збиралися громадяни України, щоб заявити свій протест проти відмови уряду укладати Угоду про асоціацію між Україною та ЄС. Львівська міськрада звернулася до президента Віктора Януковича з вимогою звільнити прем'єр-міністра Миколу Азарова та підписати угоду про асоціацію з Євросоюзом.
На Саміті Східного партнерства 28 — 29 листопада 2013 р. тодішній Президент Янукович Угоду не підписав через, немовби, її велику економічну невигідність для України. Це викликало бурхливі негативні реакції частини населення України, спричинивши виникнення Євромайдану. У знак підтримки почалися акції підтримки курсу України до ЄС у багатьох країнах світу.
22 січня 2014 року Європейська комісія опублікувала документ у якому відреагувала на поширені міфи щодо Угоди.
Загалом протистояння влади та народу України призвело до революції в Україні — Революції гідності та зміни політичного керівництва держави.

### Підписання
6 березня 2014 в Брюсселі відбувся екстрений саміт ЄС, що був присвячений українській політичній кризі, на якому зокрема обговорювалося прохання післяреволюційної української влади якомога швидше підписати Угоду. Представники західноєвропейських держав наполягали, що таку важливу угоду не можна підписувати, доки в Україні не буде обрано нову владу, підтримка якої населенням ні в кого не викликатиме сумнівів. Було знайдено компроміс, який згодилися підтримати всі учасники саміту — розділення угоди на політичну і економічну частини і підписання спочатку першого, а потім другого документа.
21 березня у Брюсселі відбулася церемонія підписання політичної частини Угоди, що складається з Преамбули, Статті 1 та Розділів I, II та VII. З української сторони угоду підписав прем'єр-міністр України Арсеній Яценюк, з боку Євросоюзу — президент Ради ЄС Герман ван Ромпей, президент Європейської комісії Жозе Мануел Баррозу і голови 28 держав, що входять у ЄС.
27 червня новообраний Президент України Петро Порошенко у Брюсселі підписав економічну частину угоди, що включає Розділи III, IV, V, VI, додатки та протоколи.

### Ратифікація
Для набрання чинності Угоди про Асоціацію, сторони повинні її ратифікувати або затвердити відповідно до власних процедур. У більшості країн-членів ЄС процес ратифікації полягає у затвердженні угоди парламентом та подальшому підписанні главою держави. Ратифікаційні грамоти або документи про затвердження здаються на зберігання до Генерального секретаріату Ради ЄС, після чого відповідна інформація з'являється на офіційному сайті Ради ЄС.
16 вересня 2014 року Європейський парламент ратифікував Угоду синхронно з Верховною Радою України (у вигляді телемосту за допомогою технології Skype). За ратифікацію проголосувало 355 депутатів Верховної Ради та 535 депутатів Європарламенту.
Першими з країн-членів ЄС угоду ратифікували Румунія, Литва та Латвія. Останніми — Кіпр, Бельгія, Нідерланди.

Найбільші проблеми з ратифікацією виникли у Нідерландах. Парламент королівства дав згоду на ратифікацію 7 липня 2015 року, і вже наступного дня її підписав король. Тим не менш, відповідно до нідерландського законодавства, у випадку якщо громадяни зберуть 300 тисяч підписів, затверджені владою закони, мають бути виставлені на консультативний референдум. Саме таку процедуру ініціювали сатиричний блог GeenStijl, громадська організація Burgercomité EU («Комітет громадян ЄС») і євроскептичний центр «Форум для демократії». Завдяки інтенсивній кампанії їм вдалося зібрати майже 430 тисяч дійсних підписів. Референдум відбувся 6 квітня 2016 року. Явка склала 32,28 %, при необхідній мінімальній явці у 30 %. Проти ратифікації угоди проголосувало 61 % відсоток виборців, що взяли участь в референдумі. Попри те, що референдум носив консультаційний характер, уряд Нідерландів вирішив не ігнорувати його результати і повернув питання про ратифікацію до парламенту. Компроміс був знайдений 15 грудня 2016 року у вигляді домовленості країн-членів ЄС, оформленої у вигляді «Рішення глав держав та урядів членів ЄС». В рішенні описані 6 пунктів, присвячених Угоді про асоціацію. Водночас, вони не змінюють угоду, а лише підтверджують ті норми, які вже є в її тексті. У 2017 році Нідерланди повторно провели процес ратифікації, цього разу успішно і остаточно.
Нижче наведена таблиця, яка відображає хід ратифікації угоди.
| Сторона         | Дата              | Орган                                       | За       | Проти    | Утрималися | Повідомлення      | Посилання            |
| --------------- | ----------------- | ------------------------------------------- | -------- | -------- | ---------- | ----------------- | -------------------- |
| Австрія         | 8 липня 2015      | Національрат                                | 134      | 47       | 0          | 6 серпня 2015     | [ 29 ]               |
| Австрія         | 23 липня 2015     | Бундесрат                                   | Схвалено | Схвалено | Схвалено   | 6 серпня 2015     | [ 30 ]               |
| Австрія         | 31 липня 2015     | Президент                                   | Схвалено | Схвалено | Схвалено   | 6 серпня 2015     | [ 31 ]               |
| Бельгія         | 23 квітня 2015    | Палата представників                        | 102      | 17       | 19         | 1 лютого 2016     | [ 32 ] [ 33 ]        |
| Бельгія         | 13 травня 2015    | Монарх                                      | Схвалено | Схвалено | Схвалено   | 1 лютого 2016     | [ 34 ]               |
| Бельгія         | 1 липня 2015      | Парламент Валлонії                          | 61       | 2        | 4          | 1 лютого 2016     | [ 35 ]               |
| Бельгія         | 17 червня 2015    | Парламент Фландрії                          | 87       | 19       | 0          | 1 лютого 2016     | [ 36 ]               |
| Бельгія         | 20 листопада 2015 | Парламент регіону Брюссель                  | Схвалено | Схвалено | Схвалено   | 1 лютого 2016     | [ 34 ]               |
| Бельгія         | 20 листопада 2015 | Брюссельська Об'єднана Асамблея             | Схвалено | Схвалено | Схвалено   | 1 лютого 2016     | [ 37 ]               |
| Бельгія         | 22 червня 2015    | Німецькомовна спільнота                     | 16       | 2        | 1          | 1 лютого 2016     | [ 38 ]               |
| Бельгія         | 24 червня 2015    | Франкомовна спільнота                       | 71       | 0        | 8          | 1 лютого 2016     | [ 39 ]               |
| Болгарія        | 24 липня 2014     | Народні збори                               | 90       | 2        | 1          | 9 вересня 2014    | [ 40 ]               |
| Болгарія        | 28 липня 2014     | Президент                                   | Схвалено | Схвалено | Схвалено   | 9 вересня 2014    | [ 41 ]               |
| Велика Британія | 23 лютого 2015    | Палата громад                               | Схвалено | Схвалено | Схвалено   | 8 квітня 2015     | [ 42 ]               |
| Велика Британія | 9 березня 2015    | Палата лордів                               | Схвалено | Схвалено | Схвалено   | 8 квітня 2015     | [ 43 ]               |
| Велика Британія | 19 березня 2015   | Монарх                                      | Схвалено | Схвалено | Схвалено   | 8 квітня 2015     | [ 44 ]               |
| Греція          | 18 листопада 2015 | Парламент                                   | Схвалено | Схвалено | Схвалено   | 6 січня 2016      | [ 45 ]               |
| Греція          | 24 листопада 2015 | Президент                                   | Схвалено | Схвалено | Схвалено   | 6 січня 2016      | [ 46 ]               |
| Данія           | 18 грудня 2014    | Фолькетінг                                  | 102      | 8        | 0          | 18 лютого 2015    | [ 47 ]               |
| Естонія         | 4 листопада 2014  | Рійгікогу                                   | 65       | 1        | 0          | 12 січня 2015     | [ 48 ] [ 49 ]        |
| Естонія         | 13 листопада 2014 | Президент                                   | Схвалено | Схвалено | Схвалено   | 12 січня 2015     | [ 50 ]               |
| Євратом         | 26 червня 2017    | Європейська Комісія                         | Схвалено | Схвалено | Схвалено   | 26 червня 2017    | [ 51 ]               |
| Євросоюз        | 16 вересня 2014   | Європарламент                               | 535      | 127      | 35         | 11 липня 2017     | [ 52 ]               |
| Євросоюз        | 11 липня 2017     | Рада ЄС                                     | Схвалено | Схвалено | Схвалено   | 11 липня 2017     | [ 1 ]                |
| Ірландія        | 27 січня 2015     | Дойл Ерен                                   | 59       | 19       | 0          | 17 квітня 2015    | [ 53 ]               |
| Іспанія         | 19 лютого 2015    | Конгрес депутатів                           | 296      | 1        | 12         | 19 травня 2015    | [ 54 ]               |
| Іспанія         | 15 квітня 2015    | Сенат                                       | Схвалено | Схвалено | Схвалено   | 19 травня 2015    | [ 55 ] [ 56 ]        |
| Іспанія         |                   | Монарх                                      | Схвалено | Схвалено | Схвалено   | 19 травня 2015    |                      |
| Італія          | 11 червня 2015    | Палата депутатів                            | 245      | 112      | 31         | 11 грудня 2015    | [ 57 ] [ 58 ] [ 59 ] |
| Італія          | 10 вересня 2015   | Сенат                                       | 145      | 39       | 14         | 11 грудня 2015    | [ 60 ]               |
| Італія          | 29 вересня 2015   | Президент                                   | Схвалено | Схвалено | Схвалено   | 11 грудня 2015    | [ 61 ]               |
| Кіпр            | 29 жовтня 2015    | Парламент                                   | Схвалено | Схвалено | Схвалено   | 29 січня 2016     | [ 62 ]               |
| Кіпр            | 6 листопада 2015  | Президент                                   | Схвалено | Схвалено | Схвалено   | 29 січня 2016     | [ 63 ]               |
| Латвія          | 14 липня 2014     | Сейм                                        | 79       | 0        | 0          | 31 липня 2014     | [ 64 ] [ 65 ]        |
| Латвія          | 18 липня 2014     | Президент                                   | Схвалено | Схвалено | Схвалено   | 31 липня 2014     | [ 66 ]               |
| Литва           | 8 липня 2014      | Сейм                                        | 87       | 0        | 1          | 29 липня 2014     | [ 67 ] [ 68 ]        |
| Литва           | 11 липня 2014     | Президент                                   | Схвалено | Схвалено | Схвалено   | 29 липня 2014     | [ 69 ]               |
| Люксембург      | 18 березня 2015   | Палата депутатів                            | 52       | 2        | 3          | 12 травня 2015    | [ 70 ]               |
| Люксембург      | 12 квітня 2015    | Великий герцог                              | Схвалено | Схвалено | Схвалено   | 12 травня 2015    | [ 71 ]               |
| Мальта          | 21 серпня 2014    | Парламент                                   | Схвалено | Схвалено | Схвалено   | 29 серпня 2014    | [ 72 ] [ 73 ] [ 74 ] |
| Нідерланди      | 7 квітня 2015     | Палата представників                        | 119      | 31       | 0          | 15 червня 2017    | [ 75 ]               |
| Нідерланди      | 7 липня 2015      | Сенат                                       | 55       | 20       | 0          | 15 червня 2017    | [ 76 ]               |
| Нідерланди      | 8 липня 2015      | Монарх                                      | Схвалено | Схвалено | Схвалено   | 15 червня 2017    | [ 77 ]               |
| Нідерланди      | 6 квітня 2016     | Консультативний референдум                  | 38,41 %  | 61,59 %  |            | 15 червня 2017    | [ 78 ]               |
| Нідерланди      | 23 лютого 2017    | Палата представників (повторне голосування) | 89       | 50       | 16         | 15 червня 2017    | [ 79 ]               |
| Нідерланди      | 30 травня 2017    | Сенат (повторне голосування)                | 50       | 25       | 0          | 15 червня 2017    | [ 80 ]               |
| Нідерланди      | 1 червня 2017     | Монарх (повторне підписування)              | Схвалено | Схвалено | Схвалено   | 15 червня 2017    | [ 81 ]               |
| Німеччина       | 26 березня 2015   | Бундестаг                                   | 567      | 64       | 0          | 22 липня 2015     | [ 82 ]               |
| Німеччина       | 8 травня 2015     | Бундесрат                                   | Схвалено | Схвалено | Схвалено   | 22 липня 2015     | [ 83 ] [ 84 ]        |
| Німеччина       | 27 травня 2015    | Президент                                   | Схвалено | Схвалено | Схвалено   | 22 липня 2015     | [ 85 ]               |
| Польща          | 28 листопада 2014 | Сейм                                        | 427      | 1        | 0          | 24 березня 2015   | [ 86 ] [ 87 ]        |
| Польща          | 4 грудня 2014     | Сенат                                       | 76       | 0        | 0          | 24 березня 2015   | [ 88 ]               |
| Польща          | 2 березня 2015    | Президент                                   | Схвалено | Схвалено | Схвалено   | 24 березня 2015   | [ 89 ]               |
| Португалія      | 20 березня 2015   | Асамблея республіки                         | 206      | 16       | 8          | 13 травня 2015    | [ 90 ]               |
| Португалія      | 23 квітня 2015    | Президент                                   | Схвалено | Схвалено | Схвалено   | 13 травня 2015    | [ 91 ]               |
| Румунія         | 2 липня 2014      | Палата депутатів                            | 293      | 0        | 0          | 14 липня 2014     | [ 92 ]               |
| Румунія         | 3 липня 2014      | Сенат                                       | 113      | 1        | 1          | 14 липня 2014     | [ 93 ]               |
| Румунія         | 9 липня 2014      | Президент                                   | Схвалено | Схвалено | Схвалено   | 14 липня 2014     | [ 94 ]               |
| Словаччина      | 24 вересня 2014   | Народна рада                                | 132      | 0        | 2          | 21 жовтня 2014    | [ 95 ] [ 96 ]        |
| Словаччина      | 16 жовтня 2014    | Президент                                   | Схвалено | Схвалено | Схвалено   | 21 жовтня 2014    | [ 97 ]               |
| Словенія        | 13 травня 2015    | Державні збори                              | 68       | 3        | 1          | 27 липня 2015     | [ 98 ]               |
| Словенія        | 21 травня 2015    | Президент                                   | Схвалено | Схвалено | Схвалено   | 27 липня 2015     | [ 99 ]               |
| Угорщина        | 26 листопада 2014 | Парламент                                   | 139      | 5        | 0          | 7 квітня 2015     | [ 100 ]              |
| Угорщина        | 5 грудня 2014     | Президент                                   | Схвалено | Схвалено | Схвалено   | 7 квітня 2015     | [ 101 ]              |
| Україна         | 16 вересня 2014   | Верховна Рада                               | 355      | 0        | 0          | 26 вересня 2014   | [ 102 ] [ 103 ]      |
| Україна         | 16 вересня 2014   | Президент                                   | Схвалено | Схвалено | Схвалено   | 26 вересня 2014   | [ 104 ]              |
| Фінляндія       | 10 березня 2015   | Едускунта                                   | Схвалено | Схвалено | Схвалено   | 6 травня 2015     | [ 105 ]              |
| Фінляндія       | 24 квітня 2015    | Президент                                   | Схвалено | Схвалено | Схвалено   | 6 травня 2015     | [ 106 ]              |
| Франція         | 25 червня 2015    | Національна асамблея                        | Схвалено | Схвалено | Схвалено   | 10 серпня 2015    | [ 107 ]              |
| Франція         | 7 травня 2015     | Сенат                                       | Схвалено | Схвалено | Схвалено   | 10 серпня 2015    | [ 108 ]              |
| Франція         | 7 липня 2015      | Президент                                   | Схвалено | Схвалено | Схвалено   | 10 серпня 2015    | [ 109 ]              |
| Хорватія        | 12 грудня 2014    | Сабор                                       | 118      | 0        | 0          | 24 березня 2015   | [ 110 ]              |
| Хорватія        | 18 грудня 2014    | Президент                                   | Схвалено | Схвалено | Схвалено   | 24 березня 2015   | [ 111 ]              |
| Чехія           | 17 вересня 2015   | Палата депутатів                            | 107      | 29       | 2          | 12 листопада 2015 | [ 112 ] [ 113 ]      |
| Чехія           | 10 грудня 2014    | Сенат                                       | 52       | 3        | 12         | 12 листопада 2015 | [ 114 ]              |
| Чехія           | 27 жовтня 2015    | Президент                                   | Схвалено | Схвалено | Схвалено   | 12 листопада 2015 | [ 115 ]              |
| Швеція          | 26 листопада 2014 | Риксдаг                                     | 255      | 44       | 0          | 9 січня 2015      | [ 116 ]              |

## Імплементація Угоди

### Набуття чинності
Угода набирає чинності в перший день другого місяця, що настає після дати здачі на зберігання останньої ратифікаційної грамоти або останнього документа про затвердження, тобто з 1 вересня 2017 року, після того як 11 липня 2017 року Рада ЄС ухвалила остаточне рішення про укладення Угоди про асоціацію з Україною від імені Європейського Союзу.
Строк дії Угоди необмежений. Будь-яка сторона може денонсувати Угоду шляхом надіслання повідомлення про це іншій стороні, дія Угоди в такому випадку припиняється через шість місяців з дати отримання повідомлення.

### Тимчасове застосування
1 листопада 2014 набрало чинності тимчасове застосування Угоди, яке стало можливим після завершення у вересні того ж року необхідних внутрішніх процедур, зокрема ратифікації Угоди Верховною Радою України та Європейським Парламентом, а також схвалення відповідного рішення Радою ЄС. Режим тимчасового застосування може поширюватися лише на ті сфери Угоди, які стосуються виключної або змішаної компетенції ЄС, оскільки застосування Угоди в інших сферах вимагає її ратифікації державами-членами ЄС. Таким чином, обсяг тимчасового застосування охоплює окремі статті/глави розділів «Політичний діалог і реформи, політична асоціація, співробітництво та конвергенція у сфері закордонних справ та політики безпеки», «Юстиція, свобода та безпека», «Економічне та галузеве співробітництво», «Фінансове співробітництво», «Інституційні, загальні та прикінцеві положення».
Через тиск Росії, у рамках тристоронніх переговорів ЄС—Україна—Росія, було досягнуто домовленості про відтермінування до 1 січня 2016 року тимчасового застосування розділу IV, який стосується зони вільної торгівлі. Як компенсацію, ЄС продовжив режим автономних преференцій України до 31 грудня 2015 року. Такі преференції дозволяли скасувати мита на українські товари в країнах ЄС, натомість для Євросоюзу зберігалися старі митні правила.
Мета тимчасового застосування частини положень Угоди — наблизити безпосереднє виконання торговельної частини Угоди та не втрачати час, допоки відбудуться всі формальності на національному рівні та на рівні ЄС щодо набуття Угодою чинності.

### Інше
Перше інавгураційне засідання Ради асоціації Україна-ЄС відбулося 15 грудня 2014 р. у Брюсселі за участі урядової делегації України на чолі з прем'єр-міністром Арсенієм Яценюком. А перше інавгураційне засідання парламентського комітету Угоди про асоціацію відбулося 24 — 25 лютого 2015 р. А 16 березня 2015 р. Рада асоціації між Україною та ЄС оновила Порядок денний асоціації з Україною.
Для досягнення можливості інтегруватися до внутрішнього ринку ЄС Україна має привести свою систему технічного регулювання у відповідність до європейських вимог, оскільки головними перешкодами торгівлі з ЄС є не імпортні тарифи, а технічні бар'єри у торгівлі — вимоги до безпечності та якості продукції, її характеристик, процедури оцінки відповідності.
Див.: Безпека харчових продуктів, Маркування товарних харчових продуктів. Інші вимоги. Асортиментна фальсифікація, Гарантована безпечність та якість виробленої продукції
У довгостроковій перспективі угода має підвищити конкурентоспроможність товарів, що виробляються в Україні, а відтак, підвищити обсяг експорту на всесвітніх ринках. Окрім того, зі зростанням якості українських товарів зміцняться позиції національних виробників на внутрішньому ринку. Водночас українські споживачі матимуть доступ до якісніших і дешевших товарів і послуг.
Створення зони вільної торгівлі не має викликати побоювань з приводу неконтрольованого потоку імпорту з ЄС через те, що:
- угода є взаємною, тому інтеграція до ЄС відкриє українським товарам доступ до ринку, який складається з 500 млн споживачів;[123]
- товари з ЄС уже широко присутні на українському ринку через невелику кількість бар'єрів. Середній рівень українських тарифів до імпорту з ЄС є досить низьким. А тому наслідки лібералізації торгівлі будуть скромнішими; :- Україна не є ключовим ринком для товарів з ЄС;[123]
- ЄС прагне відкрити свій ринок одразу з можливістю перехідного періоду для України. Власне вітчизняний ринок не може бути повністю відкритим одразу після підписання угоди, адже українські виробники не готові до серйозної зовнішньої конкуренції. ЄС пропонує встановити десятилітній перехідний період адаптації своїх дій.[6] Окрім цього, гармонізація законодавства, адаптування стандартів та норм і побудова необхідних інституцій вимагають зовнішньої підтримки. Зважаючи на це, ЄС пообіцяв збільшити технічну та фінансову допомогу Україні.

Європейська сторона на даному етапі пропонує квотування на близько 400 тарифних ліній, за якими класифікується сільськогосподарська продукція. Зокрема, піти на взаємні поступки стосовно певних груп зазначених товарів, знизивши мито на них до нуля одразу готова вітчизняна кондитерська галузь. У разі прийняття цієї пропозиції кількість тарифних ліній, за якими ЄС пропонує квотування, суттєво скоротиться. Наприклад, українській стороні вже запропоновано тарифну квоту по пшениці на 700 тисяч тонн. Проте квота по ячменю оцінюється в 45 тисяч тонн, що не може влаштовувати, порівнюючи обсяги, які Україна сьогодні експортує.

## Структура угоди
Текст угоди викладений достатньо компактно на приблизно 160 сторінках. Найбільшу частину угоди (приблизно 1200 сторінок) складають додатки у вигляді таблиць, у яких ретельно упорядковані і перераховані усі скасовані мита на товари, обладнання, матеріали та сировину.
За своєю структурою угода складається з преамбули, семи розділів, 43 додатків та 3 протоколів. Додатки і протоколи до цієї Угоди є її невід'ємною частиною.
Розділи угоди мають наступні назви:
1. Основні принципи. (GENERAL PRINCIPLES) — сторінка 6.
2. Політичний діалог і реформи, політична асоціація, кооперація та розширення у сфері міжнародних відносин і безпеки. (POLITICAL DIALOGUE AND REFORM, POLITICAL ASSOCIATION, COOPERATION AND CONVERGENCE IN THE FIELD OF FOREIGN AND SECURITY POLICY) — сторінка 7.
3. Правосуддя, свобода та безпека (JUSTICE, FREEDOM AND SECURITY) — сторінка 10.
4. Питання торгових відносин (TRADE AND TRADE-RELATED MATTERS) — сторінка 13.
5. Економічна співпраця (ECONOMIC AND SECTOR COOPERATION) — сторінка 137.
6. Фінансова співпраця, заходи протидії фінансовим махінаціям (FINANCIAL COOPERATION, WITH ANTI-FRAUD PROVISIONS) — сторінка 162.
7. Міжінституціональні, загальні та остаточні заходи (INSTITUTIONAL, GENERAL AND FINAL PROVISIONS) — сторінка 163.

Важливою складовою частиною угоди про асоціацію з ЄС є Угода про зону вільної торгівлі між Україною та ЄС. Формат та її наповнення передбачає досягнення максимально глибокої економічної інтеграції на основі домовленостей в рамках двосторонніх переговорів з ЄС щодо вступу України до СОТ.

### Преамбула та Розділ I «Загальні цілі та принципи»
В цій частині окреслюється підґрунтя, яке існує сьогодні для укладення Угоди про асоціацію між Україною та ЄС, зокрема визнання з боку ЄС європейського вибору та європейських прагнень України як європейської країни, що поділяє з ЄС спільну історію і спільні цінності, а також визначені цілі Угоди, серед яких — створення асоціації, поступове зближення між Україною та ЄС на основі спільних цінностей, поглиблення економічних та торговельних відносин, зокрема шляхом створення зони вільної торгівлі, посилення співробітництва у сфері юстиції, свободи і безпеки. Закріплюються основні принципи, які лежатимуть в основі асоціації, передусім забезпечення прав людини та основоположних свобод, повага до принципу верховенства права, дотримання принципів суверенітету і територіальної цілісності, непорушності кордонів і незалежності. Підкреслюється, що подальші відносини між Україною та ЄС базуватимуться також на принципах вільної ринкової економіки, верховенства права, ефективному урядуванні тощо.

### Розділ II «Політичний діалог і реформи, політична асоціація, співробітництво та конвергенція у сфері закордонних справ та політики безпеки»
Ця частина містить положення, реалізація яких має сприяти розвитку і зміцненню політичного діалогу у різних сферах, у тому числі поступовій конвергенції позицій України з ЄС у сфері зовнішньої та безпекової політики.
У розділі визначені цілі політичного діалогу, ключовою з яких є запровадження політичної асоціації між Україною та ЄС. Серед інших цілей — поширення міжнародної стабільності та безпеки, зміцнення поваги до демократичних принципів, верховенства права та належного урядування, прав людини та фундаментальних свобод, поширення принципів незалежності, суверенітету, територіальної цілісності та непорушності кордонів, співробітництво у сфері безпеки і оборони.
У цій частині визначені рівні та формати політичного діалогу, зокрема передбачено проведення самітів, зустрічей на міністерському та інших рівнях.
Серед ключових напрямків взаємодії — співробітництво з метою поширення регіональної стабільності; зміцнення миру та міжнародного правосуддя, зокрема шляхом імплементації Римського статуту Міжнародного кримінального суду; забезпечення поступової конвергенції у сфері зовнішньої і безпекової політики, включаючи Спільну політику безпеки та оборони, попередження конфліктів, нерозповсюдження, роззброєння та контроль за озброєнням, боротьбу з тероризмом тощо.

### Розділ III «Юстиція, свобода і безпека»
У цій частині Угоди визначені напрямки взаємодії у відповідних сферах. Важливою метою співробітництва є утвердження верховенства права та зміцнення відповідних інституцій, зокрема у сфері правоохоронної діяльності та встановлення правосуддя, насамперед зміцнення судової системи, покращення її ефективності, гарантування її незалежності та неупередженості.
Одним з елементів співпраці є забезпечення належного рівня захисту персональних даних відповідно до найкращих європейських та міжнародних стандартів.
З метою управління міграційними потоками Угодою передбачається запровадження всеохоплюючого діалогу щодо ключових питань у сфері міграції, включаючи нелегальну міграцію, протидію торгівлі людьми тощо.
Окремі статті присвячені створенню належних умов для працівників, які на законних підставах працюють за кордоном.
Важлива увага приділяється забезпеченню мобільності громадян і поглибленню візового діалогу, зокрема шляхом запровадження безвізового режиму після виконання відповідних критеріїв, передбачених у Плані дій з лібералізації ЄС візового режиму для України.
Положеннями розділу передбачається поглиблення співпраці з метою боротьби з відмиванням грошей та фінансуванням тероризму, незаконним обігом наркотиків, організованою злочинністю, тероризмом, а також розвиток співробітництва у сфері надання правової допомоги у цивільних та кримінальних справах.

### Розділ IV «Торгівля і питання пов'язані з торгівлею»
Положення цього розділу Угоди про асоціацію визначають «Поглиблену та всеохоплюючу зону вільної торгівлі» Україна-ЄС (ЗВТ). Цей розділ складає 2/3 від усього обсягу основної (без додатків і протоколів) частини Угоди (156 із 245 сторінок).
ЗВТ передбачає лібералізацію торгівлі як товарами, так і послугами, лібералізацію руху капіталів та до певної міри — руху робочої сили.
Відмінною рисою ЗВТ Україна-ЄС є комплексна програма адаптації регуляторних норм у сферах, пов'язаних з торгівлею, до відповідних стандартів ЄС. Це дозволить значною мірою усунути нетарифні (технічні) бар'єри у торгівлі між Україною та ЄС та забезпечити розширений доступ до внутрішнього ринку ЄС для українських експортерів і навпаки — європейських експортерів до українського ринку. Таким чином поглиблена та всеохоплююча ЗВТ має забезпечити поступову інтеграцію економіки України до внутрішнього ринку ЄС.
Даний розділ охоплює такі основні сфери: торгівля товарами, в тому числі технічні бар'єри в торгівлі; інструменти торговельного захисту; санітарні та фітосанітарні заходи; сприяння торгівлі та співробітництво в митній сфері; адміністративне співробітництво в митній сфері; правила походження товарів; торговельні відносини в енергетичній сфері; послуги, заснування компаній та інвестиції; визнання кваліфікації; рух капіталів та платежів; конкурентна політика (антимонопольні заходи та державна допомога); права інтелектуальної власності, в тому числі географічні зазначення; державні закупівлі; торгівля та сталий розвиток; транспарентність; врегулювання суперечок.

### Розділ V «Економічне та секторальне співробітництво»
Ця частина Угоди містить положення про умови, модальності та часові рамки гармонізації законодавства України та законодавства ЄС, зобов'язання України щодо реформування інституційної спроможності відповідних установ та принципи співробітництва між Україною, ЄС та його державами-членами у низці секторів економіки України та напрямків реалізації державної галузевої політики.
28 глав цього розділу Угоди передбачають відповідні заходи у секторах: енергетика (в тому числі ядерна), транспорт, захист навколишнього середовища, промислова політика та підприємництво, сільське господарство, оподаткування, статистика, надання фінансових послуг, туризм, аудіовізуальна політика, космічні дослідження, охорона здоров'я, науково-технічна співпраця, культура, освіта тощо.
Імплементація цього розділу Угоди дасть змогу забезпечити більш поглиблене виконання положень Угоди щодо зони вільної торгівлі, оскільки сприятиме наближенню законодавства та регуляторного середовища України та ЄС, а відтак усуненню нетарифних торговельних бар'єрів, а також, сприятиме інтеграції України до внутрішнього ринку ЄС та єдиного нормативного простору в переважній більшості секторів економіки та суспільного життя України.

### Розділ VI «Фінансове співробітництво»
У цій частині окреслюється механізм і шляхи отримання Україною фінансової допомоги з боку ЄС, у тому числі з метою сприяння реалізації Угоди про асоціацію, пріоритетні сфери її надання, порядок моніторингу та оцінки ефективності її використання. Також, положення цієї частини передбачають поглиблення співпраці України та ЄС з метою попередження та боротьби з шахрайством, корупцією та незаконною діяльністю, зокрема шляхом поступової гармонізації українського законодавства у цій сфері із законодавством ЄС, обміну відповідною інформацією тощо.

### Розділ VII «Інституційні, загальні та прикінцеві положення»
У цій частині Угодою про асоціацію передбачається запровадження нових форматів та рівнів співробітництва між Україною та ЄС після набуття чинності, зокрема створення Ради та Комітету з питань асоціації, Парламентського комітету з питань асоціації. З метою залучення до реалізації Угоди громадянського суспільства буде створена Платформа громадянського суспільства.
У контексті забезпечення належного виконання Угоди буде впроваджений відповідний механізм моніторингу та врегулювання суперечок, які можуть виникати у ході виконання Угоди.
У зв'язку з необмеженим терміном дії Угоди було передбачено можливість здійснення всебічного її перегляду, у тому числі що стосується її цілей протягом п'яти років від набрання нею чинності, а також у будь-який час за взаємною згодою Сторін.

## Міжнародні реакції

### Росія
У зв'язку з тим, що Угода про асоціацію стала важливим кроком у процесі інтеграції України до ЄС, Росія всіма методами намагалася перешкодити її укладенню. Зокрема мова йде про втручання в переговорний процес, політичний та економічний шантаж, підтримка в Україні антиєвропейських сил, тощо.
Після підписання угоди Росія добивалася перенесення імплементації економічної частини Угоди та зміни її тексту.
11 липня 2014 року у Брюсселі відбулися перші переговори на рівні міністерств в рамках тристоронніх консультацій між ЄС, Україною та РФ. Росію на переговорах представляв міністр економічного розвитку Олексій Улюкаєв, Україну — міністр закордонних справ Павло Клімкін. Спершу, Росія вимагала зміни окремих положень Угоди щодо імпортних мит, технічного регулювання та фітосанітарних норм та внесення положень, які б не перешкоджали інтеграції України в Митний союз. Однак ЄС та Україна відкинули можливість перегляду тексту Угоди, або її складових.
12 вересня 2014 року в рамках переговорів було прийнято компромісне рішення про перенесення тимчасового застосування положень зони вільної торгівлі до 31 грудня 2015 року. Планувалося, що тимчасове застосування економічної частини Угоди про асоціацію набуде чинності з 1 січня 2015 року, однак після тиску Москви, ЄС пішов на поступки та переніс застосування розділу про зону вільної торгівлі на 1 рік. Перенесення мотивувалося необхідністю узгодити з РФ всі її побоювання. Як компенсацію ЄС продовжив односторонні торговельні преференції для України, а Росія зобов'язалася не застосовувати захисних заходів на цей період.
16 грудня 2015 президент Росії Володимир Путін підписав указ про призупинення дії договору про зону вільної торгівлі у рамках СНД у відношенні України, у зв'язку з «винятковими обставинами, що стосуються інтересів і економічної безпеки Росії», що позбавило Україну пільг та преференцій у торгівлі з Росією. Договір про зону вільної торгівлі, розроблений російським міністерством економічного розвитку, був підписаний в Санкт-Петербурзі 18 жовтня 2011 року Миколою Азаровим та главами урядів низки держав СНД.
21 грудня 2015 року відбулася остання тристороння зустріч щодо імплементації Угоди, яка завершилися безрезультатно. Росії не вдалося вдруге відкласти застосування Угоди або змінити умови її застосування, водночас сторони не домовилися про інші спеціальні заходи. Загалом тристоронні консультації ЄС—Україна—Росія тривали протягом 18 місяців, з липня 2014 року по грудень 2015 року, протягом цього періоду сторони провели 22 зустрічі на різних рівнях. Після завершення переговорів Єврокомісія опублікувала реакцію на деякі міфи щодо зони вільної торгівлі. Ці міфи взяті з реальних вимог російського уряду, які звучали під час тристоронніх консультацій.
21 грудня 2015 прем'єр-міністр Росії Дмитро Медвєдєв підписав постанову про введення контрсанкцій щодо України, які включають продуктове ембарго, аналогічне до чинного щодо країн, які застосували санкції проти Росії. Ембарго поширюється на сільськогосподарську продукцію, сировину і продовольство, країною походження яких є Україна.
Обмеження набули чинності з 1 січня 2016 року — одночасно з початком дії зони вільної торгівлі між Україною та ЄС.

### Інші члени ЄАЕС
21 грудня 2015 року у Москві відбулися переговори президентів держав-членів Євразійського економічного союзу (Росія, Казахстан, Білорусь, Киргизстан і Вірменія). Конкретного рішення, щодо приєднання інших членів ЄАЕС до російських санкцій проти України прийнято не було. Однак, президент Білорусі Олександр Лукашенко висловив занепокоєння з приводу застосування зони вільної торгівлі між Україною та ЄС та заявив, що: «Ми прийняли рішення — впродовж першого кварталу ряд питань ми вивчаємо і розглядаємо, як вчинити, насамперед, Казахстану і Білорусі, щоб підтримати нашу союзницьку Росію, той указ, який підписав президент РФ».
28 грудня 2015 року заступник Міністра економічного розвитку і торгівлі України Наталія Микольська заявила, що за результатами переговорів з білоруською стороною, зона вільної торгівлі між Україною та Білоруссю залишається в силі.